# Anthony Clarke, Baron Clarke of Stone-cum-Ebony
Anthony Peter Clarke, Baron Clarke of Stone-cum-Ebony, PC (* 13. Mai 1943 in Ayr, Schottland) ist ein britischer Jurist, der seit 2009 als Life Peer Mitglied des House of Lords ist und von 2009 bis 2017 Richter am damals neugegründeten Supreme Court of the United Kingdom war.

## Leben und Karriere
Er wurde als Sohn einer schottischen Mutter und eines englischen Vaters geboren und besuchte die Oakham School.
Scherzhaft meinte er, 1957 sei erstmals sein Interesse an einer Karriere im Justizwesen geweckt worden, durch das Gerichtsverfahren gegen den mutmaßlichen Serienmörder John Bodkin Adams.
Er war Schüler des berühmten Marineanwalts Sir Barry Sheen.
Clarke studierte Ökonomie und Rechtswissenschaften am King’s College der University of Cambridge.
1965 wurde er von der Anwaltskammer Middle Temple zugelassen und spezialisierte sich auf Handels- und Seerecht. 1979 wurde er zum Kronanwalt ernannt. Von 1985 bis 1992 war er Recorder, der sowohl in Strafrechts- als auch in Zivilrechtsgerichten saß. 1993 wurde er High Court judge und erhielt die übliche Adelung als Knight Bachelor. Er wurde der Queen’s Bench Division zugewiesen. Im April 1993 wurde er Nachfolger von Mr. Justice Sheen als Admiralty Judge. Er gehörte dem Admiralty Court, dem Commercial Court und dem Crown Court, wo er sowohl Handels- als auch Strafrechtsfälle behandelte.
1998 wurde er an den Court of Appeal of England and Wales berufen und zum Mitglied des Privy Council ernannt. Kurz danach bearbeitete er die Anfrage Thames Safety Inquiry bezüglich des Merchant Shipping Act 1995 und im folgenden Jahr die Untersuchung des Marchioness disaster. 2005 wurde er zum Master of the Rolls ernannt und am 11. April 2011 zum nichtständigen Richter des Court of Final Appeal in Hongkong.
Er ist seit 1968 mit Rosemary Adam verheiratet, mit ihr hat er zwei Söhne und eine Tochter.

### Mitgliedschaft im House of Lords
Am 15. April 2009 wurde bekannt gegeben, dass Clarke eine Life Peerage erhalten wird und wurde am 29. April 2009 als Baron Clarke of Stone-cum-Ebony, of Stone-cum-Ebony in the County of Kent, zum Life Peer erhoben. Ins House of Lords erfolgte seine offizielle Einführung am 1. Juni 2009, mit der Unterstützung von Nicholas Phillips, Baron Phillips of Worth Matravers und Igor Judge, Baron Judge. Im Parlament gehört er den Crossbenchers an.
Vom 1. Oktober 2009 bis 2017 war er Richter des Supreme Court. Während dieser Zeit war er von der Beteiligung im Oberhaus ausgeschlossen.